# Ајонија (Мичиген)
Ајонија (енгл. Ionia) град је у америчкој савезној држави Мичиген. По попису становништва из 2010. у њему је живело 11.394 становника.

## Демографија
Према попису становништва из 2010. у граду је живело 11.394 становника, што је 825 (7,8%) становника више него 2000. године.
|                   | 2010.           | 2000.           |
| Укупно            | 11 394 (100,0%) | 10 569 (100,0%) |
| Белци             | 7 504 (65,86%)  | 7 328 (69,33%)  |
| Афроамериканци    | 2 846 (24,98%)  | 2 319 (21,94%)  |
| Хиспаноамериканци | 879 (7,715%)    | 537 (5,081%)    |
| Остали            | 119 (1,044%)    | 316 (2,990%)    |
| Азијати           | 46 (0,404%)     | 69 (0,653%)     |